# Queen of My Heart (singolo)
Queen of My Heart è un brano musicale del gruppo pop irlandese Westlife, pubblicato come singolo nel 2001.

## Il brano
La canzone è stata scritta da John McLaughlin, Wayne Hector, Steve Robson e Steve Mac e prodotta da quest'ultimo.
Essa è stata registrata a Londra.
Si tratta del primo singolo estratto dal terzo album in studio del gruppo, World of Our Own.
Il brano ha avuto molto successo in Europa.
Il videoclip della canzone è stato girato in un castello.

## Tracce
UK CD 1
1. Queen Of My Heart (Radio Edit) - 4:20
2. When You're Looking Like That (Single Remix) - 3:53
3. Reason For Living - 4:03
4. When You're Looking Like That (Video) - 3:53

UK CD 2
1. Queen Of My Heart (Radio Edit) - 4:20
2. When You're Looking Like That (Single Remix) - 3:53
3. Interview (Video) - 5:16
4. Queen Of My Heart (Video) - 4:26

## Classifiche
| Classifica (2001) | Posizione raggiunta |
| ----------------- | ------------------- |
| Regno Unito       | 1                   |